# Gravitropisme

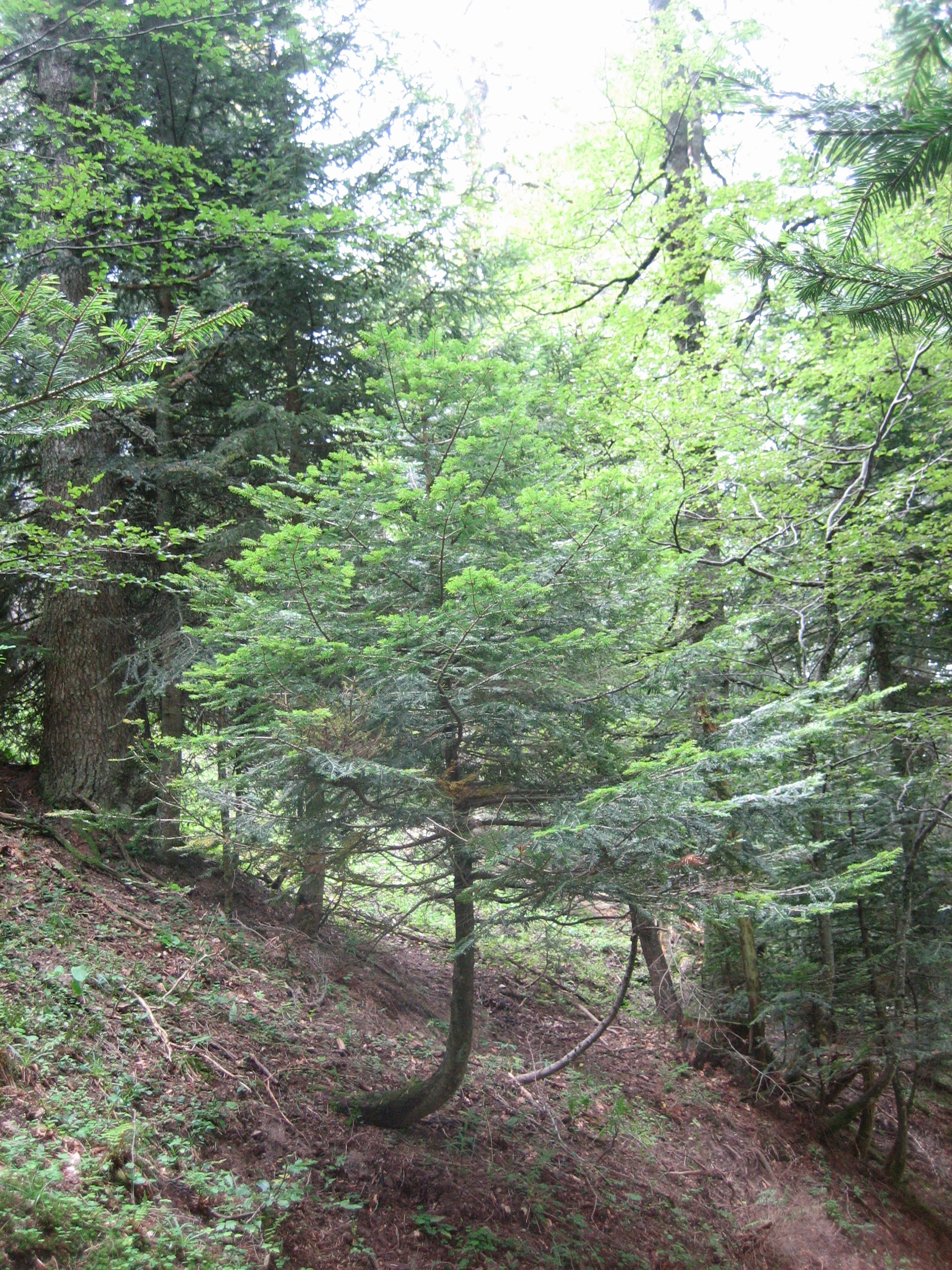
Un arbre redressé présentant une forte courbure gravitropique à la base.

En physiologie végétale, le gravitropisme, est la façon dont les plantes se développent et s'orientent en relation avec la gravité. Le gravitropisme est positif pour les racines - c'est-à-dire que la croissance des racines suit la direction descendante de la gravité - alors qu'il est négatif pour les parties aériennes des plantes - la croissance est dans la direction opposée à la gravité.
La notion presque équivalente de géotropisme insiste plus sur l'importance du sol comme substrat, pour décrire par exemple la tendance des racines pivotantes à s'ancrer profondément et verticalement dans le sol, à la différence d'autres racines pouvant se développer horizontalement. Mais ce dernier terme est tombé en désuétude du fait que la réorientation est due à l'accélération gravitationnelle.

## Mise en évidence
Des expériences simples permettent de mettre en évidence ce phénomène. La première démonstration du phénomène a été explicitée par Denis Dodart, mais il était passé à côté de l'explication gravitationnelle qui fut apportée quelques années plus tard (en 1707) par Jean Austruc. En 1806, Thomas Andrew Knight a pour la première fois relié le gravitropisme avec le fait que la gravité soit équivalente à une accélération. Grâce à un dispositif rotatif, une force centrifuge est appliquée sur de jeunes plantules. Ainsi les racines des jeunes plantules soumises à une « gravité modifiée » ont pris une direction de croissance modifiée, suivant la direction de la résultante de la force centrifuge et de la pesanteur.
En 1881, Charles Darwin et son fils, Francis, ont mis en évidence le rôle de la coiffe racinaire dans la perception de la gravité,.
Depuis, de nombreuses preuves démontrent que les racines se plient en réponse à la gravité en raison d'un mouvement régulé de l'auxine (une hormone végétale) connu sous le nom de transport polarisé de l'auxine. Cela a été décrit dans les années 1920 dans le modèle Cholodny-Went. Le modèle a été proposé indépendamment par le scientifique russe Nikolai Cholodny de l'Université de Kiev en 1927 et par Frits Went du California Institute of Technology en 1928, tous deux basés sur des travaux qu'ils avaient effectués en 1926.

## Mécanismes

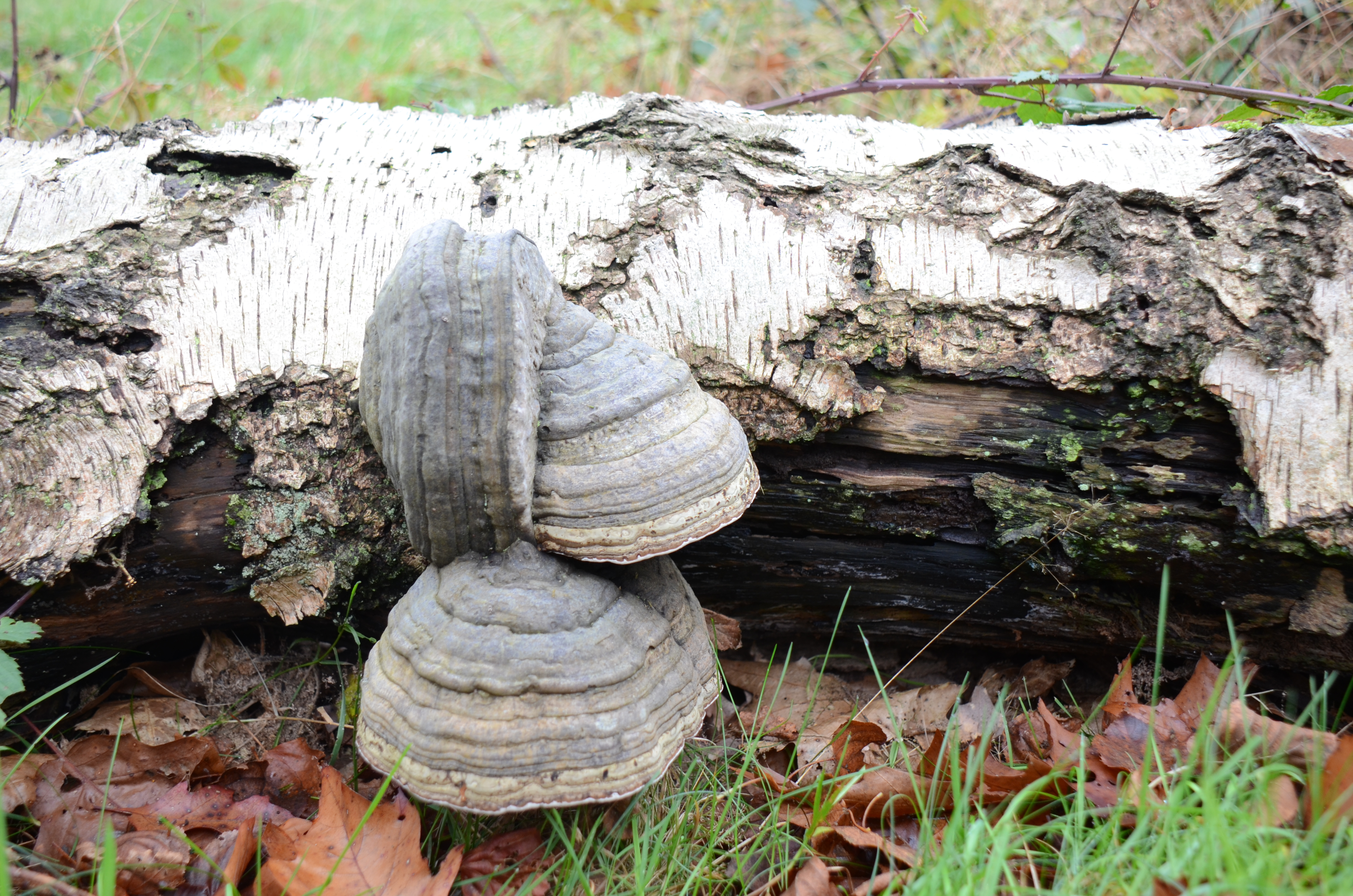
La présence de sporophores en console du Polypore amadouvier sur le volis et la chandelle d'un hêtre montre que ce dernier a été attaqué par ce champignon nécrotrophe lignicole. La poursuite du développement de ce macromycète sur le volis entraîne, en réponse à une modification du géotropisme, un changement rapide de l'orientation de la « fructification » en croissance, afin de pouvoir projeter les spores fongiques dans les conditions optimales. L'orientation différente de ces sporophores permet de reconstituer leur histoire (développement avant ou après que l'arbre ait été brisé).

Bien qu'élaborée dans les années 1920, la théorie liant gravitropisme et transport d'auxine n'a reçu un soutien expérimental que dans les années 2000. En particulier:
Il a été montré que la protéine PIN3, de la famille des transporteurs d'efflux, localisée à la membrane plasmique mais d'un seul côté de la cellule, es relocalisée sur une autre face de la cellule moins de deux minutes après une gravistimulation, ce qui permet un modification du flux d'auxine. Dans le cas de gravitropisme, la perception de la gravité intervient via la sédimentation ou la tension exercée par des plastes ayant accumulé de l'amidon, les statolithes, situés dans les cellules de la columelle, de la coiffe racinaire ou de l'endoderme, dans les hypocotyles ou les tiges. Après à peine quelques secondes, la première réponse mesurable est une forte alcalinisation du cytoplasme des statocytes (cellules contenant les statolithes) et une acidification de l'apoplasme qui résultent de l' activité des ATPases pompes à protons:25-26. 
Dans la coiffe de racine ou de tige ayant un parenchyme amylifère développé, les statocystes forment un véritable tissu, le statenchyme.

### Statolithes
Les plantes possèdent la capacité de ressentir la gravité de plusieurs façons, dont l'une est à travers les statolithes. Les statolithes sont des amyloplastes denses, des organites qui synthétisent et stockent l'amidon impliqué dans la perception de la gravité, qui se rassemblent dans des cellules spécialisées appelées statocytes. Les statocytes sont situés dans les cellules du parenchyme féculent près des tissus vasculaires des pousses et dans la columelle des coiffes des racines. Ces amyloplastes spécialisés sont plus denses que le cytoplasme et peuvent sédimenter selon le vecteur gravitationnel. Les statolithes sont empêtrés dans un réseau d'actine et on pense que leur sédimentation transmet le signal gravitropique en activant des canaux mécanosensibles. Le signal gravitropique conduit alors à la réorientation des porteurs d'efflux d'auxine et à la redistribution ultérieure des flux d'auxine dans la coiffe racinaire et la racine dans son ensemble. L'auxine se déplace vers des concentrations plus élevées sur la face inférieure de la racine et supprime l'allongement. La distribution asymétrique de l'auxine conduit à une croissance différentielle des tissus racinaires, ce qui fait que la racine se courbe et suit les stimuli de gravité. Les statolithes se trouvent également dans la couche endodermique de l'hypocotyle, de la tige et du stock d'inflorescences. La redistribution de l'auxine provoque une croissance accrue sur la face inférieure de la pousse de sorte qu'elle s'oriente dans une direction opposée à celle des stimuli de gravité.
Cette théorie des statocystes n'explique pas à elle seule la graviperception : les rhizoïdes de Chara n'ont pas d'amyloplastes mais des concrétions de sulfate de baryum.

### Modulation par le phytochrome
Les phytochromes sont des photorécepteurs rouges et rouge lointain qui aident à induire des changements dans certains aspects du développement des plantes. En plus d'être elle-même le facteur tropique (phototropisme), la lumière peut également supprimer la réaction gravitropique. Concernant les semis, la lumière rouge et rouge lointain inhibent toutes deux le gravitropisme négatif dans les hypocotyles des semis (la zone de pousse sous les cotylédons) provoquant une croissance dans des directions aléatoires. Cependant, les hypocotyles s'orientent facilement vers la lumière bleue. Ce processus peut être causé par le phytochrome perturbant la formation d'amyloplastes endodermiques remplis d'amidon et stimulant leur conversion en d'autres types de plastes, tels que les chloroplastes ou les étiolaplastes.

## Racines
Dans les racines, les cellules, nommées statocytes, sont situées au centre de la coiffe dans une zone appelée columelle (ou statenchyme). Cette coiffe recouvre le méristème primaire racinaire situé à l'extrémité de la racine. Au sein de ces statocytes, on a des organites (stockant de l'amidon : des amyloplastes) spécialisés dans la perception du signal gravité : ce sont les statolithes. Ces gravirécepteurs jouent le rôle de « poids », et mus par la gravité, se placent au contact du reticulum endoplasmique au « fond » de la cellule. La pression qu'ils exercent contre ce reticulum endoplasmique envoie un signal transduit dans le méristème qui modifie ou non son développement en conséquence. On suppose que ce mécanisme permet de rediriger des flux de substances, en particulier les phytohormones, et notamment l'auxine.

## Tiges

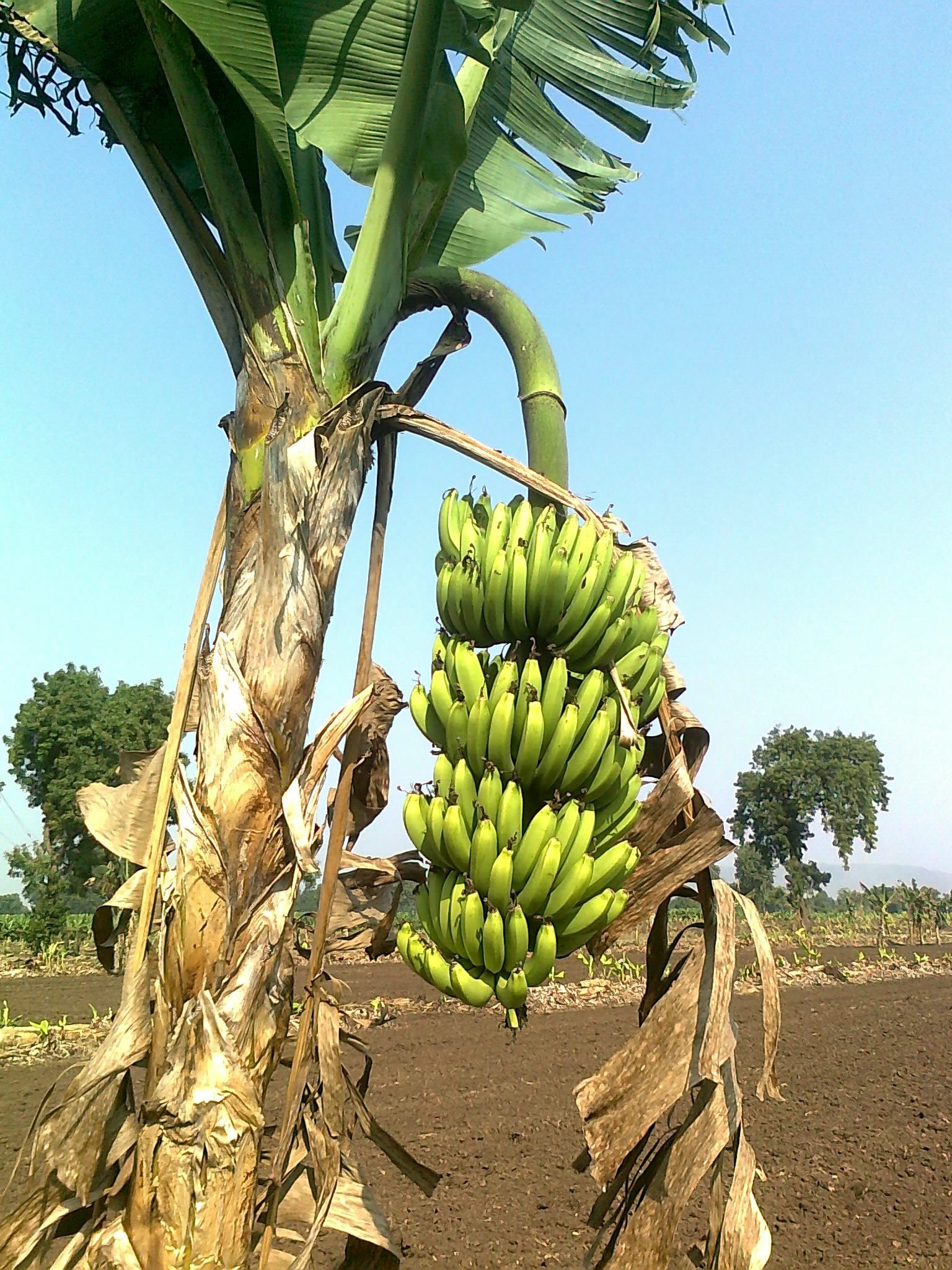
Fruit de banane présentant un gravitropisme négatif.

La croissance de la partie aérienne de la plante reflète deux tropismes: phototropisme et gravitropisme. Dans les deux cas, les réponses tropiques "reposent en grande partie sur des modifications locales des gradients d'auxine, celles-ci inhibant ou stimulant la croissance d'un ensemble de cellules de façon différentielle." Sur les tiges, les statolithes sont présents tout le long de la zone de croissance dans l'endoderme. La redistribution d'auxine peut donc se faire à un niveau local.

## Fruits
Quelques espèces de fruits présentent un gravitropisme négatif. Les bananes en sont un exemple bien connu. Une fois que la canopée qui recouvre le fruit sèche, les bananes commenceront à se courber vers le haut, vers la lumière du soleil, dans ce qu'on appelle le phototropisme. L'auxine est la phytohormone qui initie la courbure vers le haut. Lorsque la banane est exposée pour la première fois au soleil après le séchage de la canopée des feuilles, une face du fruit est ombragée. Lorsqu'elle est exposée au soleil, l'auxine de la banane migre du côté ensoleillé vers le côté ombragé. La concentration accrue d'auxine favorise la division cellulaire et provoque la croissance des cellules végétales du côté ombragé. Cette distribution asymétrique de l'auxine est responsable de la courbure vers le haut de la banane.

## Réaction de compensation

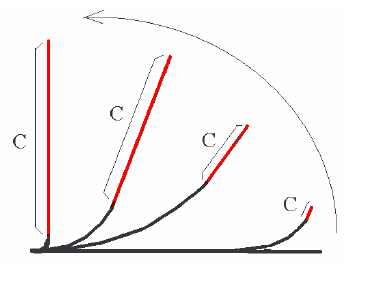
La réaction de compensation du pied de coprin (C : région apicale).

La flexion des tiges de champignons suit certaines régularités qui ne sont pas courantes chez les plantes. Après avoir tourné à l'horizontale l'orientation verticale normale, la partie apicale (région C dans la figure à droite) commence à se redresser. Enfin, cette partie redevient droite et la courbure se concentre près de la base du champignon. Cet effet est appelé compensation (ou parfois autotropisme). La raison exacte d'un tel comportement n'est pas claire et au moins deux hypothèses existent.
- L'hypothèse de réaction plagiogravitropique suppose un mécanisme qui fixe l'angle d'orientation optimal autre que 90 degrés (vertical). L'angle optimal réel est une fonction multi-paramètres, dépendant du temps, de l'angle de réorientation actuel et de la distance à la base des champignons. Le modèle mathématique, écrit à la suite de cette suggestion, peut simuler la flexion de la position horizontale à la position verticale mais ne parvient pas à imiter un comportement réaliste lors de la flexion à partir de l'angle de réorientation arbitraire (avec des paramètres de modèle inchangés)[17].
- Le modèle alternatif suppose un « signal de redressement », proportionnel à la courbure locale. Lorsque l'angle de pointe approche de 30°, ce signal surmonte le signal de flexion, provoqué par la réorientation, ce qui entraîne un redressement[17].

Les deux modèles correspondent bien aux données initiales, mais le deuxième a également été en mesure de prédire la flexion à partir de divers angles de réorientation. La compensation est moins évidente dans les plantes, mais dans certains cas, elle peut être observée en combinant des mesures exactes avec des modèles mathématiques. Les racines les plus sensibles sont stimulées par des niveaux inférieurs d'auxine; des niveaux plus élevés d'auxine dans les moitiés inférieures stimulent moins de croissance, ce qui entraîne une courbure vers le bas (gravitropisme positif).

## Types d'orientation
Plusieurs types de gravitropisme sont observés dans la nature. Un végétal ou une branche a un axe de croissance orthogéotrope ou orthotrope si celle-ci se fait verticalement. L'axe de croissance est dit plagiogéotrope ou plagiotrope si la croissance se fait horizontalement, agéotrope si la croissance n'a aucune orientation privilégiée:
- orthogravitropisme : orientation des organes selon l'axe (marqué par le fil à plomb) qui passe par le centre de la terre (racine : orthogravitropisme positif ; tige principale : orthogravitropisme négatif)
- plagiogravitropisme : orientation des organes avec un angle par rapport à cet axe (cas particulier du diagravitropisme : orientation perpendiculaire)
- agravitropisme : pas d'orientation des organes selon cet axe[19].